# Jacques Jottrand
Jacques Auguste Georges Albert Jottrand (Bergen, 9 december 1922 - aldaar, 10 december 2019) was een Belgisch senator.

## Levensloop
Jottrand promoveerde tot doctor in de rechten (1947) aan de ULB en vestigde zich als advocaat in Bergen. Hij trouwde met Anne La Barre (1926-2012) en ze hadden een zoon en twee dochters. Ook was hij vrederechter van het kanton Bergen.
Van 1958 tot 1971 was hij gemeenteraadslid en van 1960 tot 1965 schepen van Bergen.
In 1965 werd hij verkozen tot liberaal senator voor het arrondissement Bergen-Zinnik en vervulde dit mandaat tot in 1971.